# Krešimir Ćosić
Krešimir Ćosić (Zagreb, Yugoslavia, 26 de noviembre de 1948-Baltimore, Maryland, 25 de mayo de 1995) fue un jugador y entrenador de baloncesto croata que compitió entre 1964 y 1983 en la liga yugoslava, italiana y en la NCAA. Fue campeón olímpico en Moscú 1980, campeón del mundo en 1970 y 1978 y campeón de Europa en 1973, 1975 y 1977. Con 2,11 metros de altura, jugaba en la posición de pívot. Fue también líder espiritual de La Iglesia de Jesucristo de los Santos de los Últimos Días y diplomático en la Embajada de Croacia en Washington D. C..

## Trayectoria deportiva

### Zadar y la NCAA
Sus primeros pasos baloncestísticos los dio en la ciudad de Zadar, en el equipo del KK Zadar. Con apenas 17 años ya había ganado su primer título, la liga de Yugoslavia, algo que repetiría en 1967 y 1968. El 6 de agosto de 1967 conseguía un récord que no fue batido hasta muchos años después por otro gran jugador, Dražen Petrović, anotando 61 puntos en un partido de liga. Con 20 años fue convocado con la selección yugoslava para participar en las Olimpiadas de México 1968, donde consiguieron la medalla de plata, perdiendo ante Estados Unidos por 65-50.
No tardaron en fijarse en él en el país inventor del baloncesto, pero eran muchas las dificultades para que jugara allá, ya que procedía de una Yugoslavia entonces comunista a cuyo mando estaba el Mariscal Tito. La "operación seducción" auspiciada por las autoridades estadounidenses finalmente dieron sus frutos, aceptando las yugoslavas que fuera a jugar a la universidad mormona de Brigham Young, convirtiéndose en el primer europeo en irse a jugar al otro lado del Atlántico. Su paso por el equipo, donde jugó entre 1971 y 1973, fue todo un éxito, siendo elegido en dos ocasiones All-American, y promediando 19,1 puntos por partido. Su camiseta con el número 11 fue retirada en 2006 por Brigham Young como homenaje a su trayectoria deportiva, siendo el segundo jugador de ese equipo que recibe tal honor tras Danny Ainge.
Además, allí se convirtió en líder y misionero de la Iglesia de Jesucristo de los Santos de los Últimos Días, siendo bautizado por Hugh Nibley, uno de los especialistas más famosos de esta doctrina.

### Regreso a Europa
A pesar de haber sido seleccionado en el draft de la NBA en dos ocasiones (en 1972 en la posición 144 de la décima ronda por Portland Trail Blazers, y  en 1973 en la posición 84 de la quinta ronda por Los Angeles Lakers), e incluso en el draft de la ABA por los Carolina Cougars, decidió regresar a Yugoslavia, cediendo a las presiones gubernamentales.
Fichó por el KK Zadar, equipo que estaba a punto de descender el año anterior de categoría, pero que con su aportación lo convirtió en campeón de liga en 1974 y en 1975. Tras pasar dos años en el Brest Ljubljana, decidió irse a una liga potente como la italiana, fichando por la Sinudyne Bolgna, equipo con el que ganó de nuevo dos campeonatos de liga, en 1979 y 1980. Tras ese año decide regresar a su país, fichando por la Cibona Zagreb, ganando la liga en una ocasión (1981) y la copa en otras tres. Además se anotó su primer título europeo de clubes, al ganar al Real Madrid la final de la Recopa de Europa de Baloncesto por 93-92, en un partido disputado en Bruselas en 1982.

### Entrenador
Tras abandonar el baloncesto en activo, siguió vinculado al deporte de la canasta, siendo entrenador de la Jugoplastika de Split en la temporada 1984-85. Entre 1985 y 1987 fue seleccionador nacional de Yugoslavia.

## Selección nacional
Fue 303 veces internacional con la selección de Yugoslavia. Acudió con la misma a cuatro Juegos Olímpicos: México 1968, Múnich 1972, Montreal 1976 y Moscú 1980, ganando la medalla de plata en las dos primeras ocasiones y por fin el oro en 1980.
Participó también en cuatro ediciones del Campeonato Mundial de Baloncesto, ganando el oro en 1970 en Liubliana y en 1978 en Manila, y la plata en Montevideo en 1967 y Puerto Rico en 1974. Posee el récord de medallas en mundiales, junto con los brasileños Amaury Pasos, Ubiratan Pereira Maciel y Wlamir Marques, el yugoslavo  Dražen Dalipagić y el soviético Serguéi Belov, con cuatro medallas cada uno.
En cuanto a los Campeonatos Europeos de Baloncesto, participó en ocho ocasiones, ganando la medalla de oro en tres de ellas, en 1973, 1975 y 1977. Junto con el español Pau Gasol y el soviético Serguéi Belov, tiene el récord de medallas en eurobasket, con 7 en total.

## Vida personal

### Labor como diplomático
En sus últimos años de vida Cosic ejerció como consejero de la Embajada de Croacia en Washington D. C. y continuó ejerciendo su labor incluso cuando se le había detectado ya el cáncer que finalmente acabaría con su vida. Dada su encantadora personalidad contribuyó en gran medida a mejorar las relaciones de amistad entre Croacia y Estados Unidos, recibiendo en 1993 el prestigioso Premio de la Libertad por su contribución a la promoción de la paz y la reconciliación de los grupos étnicos en su país.
Falleció en 1995, en la ciudad de Baltimore, víctima de un linfoma no-Hodgkin.

## Logros y reconocimientos

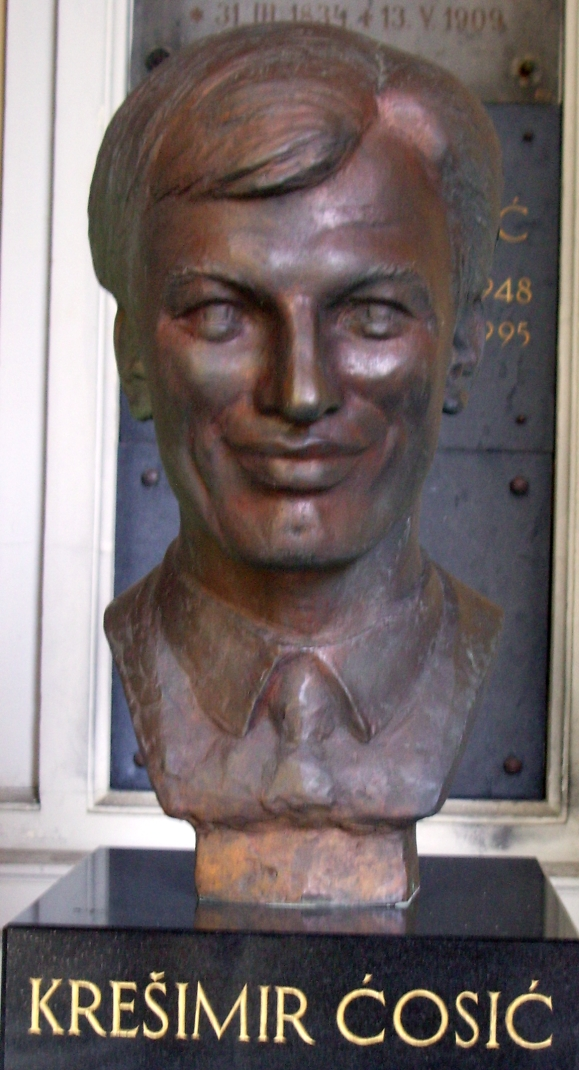
Monumento a Ćosić en Zagreb.

- 2 veces Mejor jugador del Eurobasket de 1971 y 1975.
- Campeón de la Recopa de Europa (1982).
- 6 veces Campeón de la Liga de baloncesto de Yugoslavia (1965, 1967, 1968, 1974, 1975, 1982).
- 2 veces Campeón de la Liga de baloncesto de Italia (1979, 1980).
- 4 veces Campeón de la Copa de Yugoslavia (1970, 1981, 1982, 1983).
- En 1996 fue incluido en el prestigioso Basketball Hall of Fame, siendo uno de los pocos jugadores europeos en lograrlo.[10]
- En 2007 es incluido en el Salón de la Fama FIBA a título póstumo.[11]
- Desde 1998, la Copa de baloncesto de Croacia recibe el nombre de Krešimir Ćosić Cup en su honor.[1]
- En la ciudad de Zadar tienen una calle con su nombre, y el 4 de abril de 2002 se inauguró un monumento con su figura frente al palacio de los Deportes de Jazine.[1]